# A Real Dead One
Albums de Iron Maiden
A Real Live One
(1992) Live at Donington
(1993)
A Real Dead One est le troisième album live du groupe de heavy metal britannique Iron Maiden, enregistré en 1992 et 1993 et publié le 25 octobre 1993.

## L'album
Ce n'est pas l'enregistrement d'un concert, mais une sélection de titres de la tournée de promotion de l'album Fear of the Dark, enregistrés à différentes dates et divers lieux, ce qui nuit un peu à l'unité du disque.
Le disque contient uniquement des morceaux antérieurs à l'album live Live After Death. On y retrouve quelques incontournables (Run to the Hills, The Number of the Beast…) et des titres moins communs (Transylvania, Where Eagles Dare, Remember Tomorrow…).
Cet album suit le disque A Real Live One qui reprend lui des titres moins anciens. En 1998, ces deux albums ont été réédités ensemble sous le titre A Real Live Dead One.
Il se classa à la 12e place des charts britanniques et à la 140e du Billboard 200.

## Liste des titres
| No  | Titre                   | Auteur                        | Lieu & date d'enregistrement                                       | Durée |
| --- | ----------------------- | ----------------------------- | ------------------------------------------------------------------ | ----- |
| 1.  | The Number of the Beast | Steve Harris                  | Valby Halle, Copenhague, Danemark le 25 août 1992                  | 4:55  |
| 2.  | The Trooper             | Harris                        | Issenhallen, Helsinki, Finlande le 5 juin 1992                     | 3:55  |
| 3.  | Prowler                 | Harris                        | Palghiacco, Rome, Italie le 30 avril 1993                          | 4:16  |
| 4.  | Transylvania            | Harris                        | Grugahalle, Essen, Allemagne le 17 avril 1993                      | 4:26  |
| 5.  | Remember Tomorrow       | Harris, Paul Di'Anno          | Grugahalle, Essen, Allemagne le 17 avril 1993                      | 5:53  |
| 6.  | Where the Eagles Dare   | Harris                        | Rijnhal, Arnhem, Pays-Bas le 9 avril 1993                          | 4:49  |
| 7.  | Sanctuary               | Iron Maiden                   | Patinoire de Malley, Lausanne, Suisse, le 4 septembre 1992         | 4:53  |
| 8.  | Running Free            | Harris, Di'Anno               | Patinoire de Malley, Lausanne, Suisse, le 4 septembre 1992         | 3:49  |
| 9.  | Run to the Hills        | Harris                        | Vitkovice Sports hall, Ostrava, République Tchèque le 5 avril 1993 | 3:58  |
| 10. | 2 Minutes to Midnight   | Adrian Smith, Bruce Dickinson | Élysée Montmartre, Paris, France le 10 avril 1993                  | 5:37  |
| 11. | Iron Maiden             | Harris                        | Issenhalle, Helsinki le 5 juin 1992                                | 5:25  |
| 12. | Hallowed Be Thy Name    | Harris                        | Olympic Arena, Moscou, Russie le 4 juin 1993                       | 7:52  |

## Musiciens
- Bruce Dickinson : chant
- Dave Murray : guitare
- Janick Gers : guitare
- Steve Harris : basse
- Nicko McBrain : batterie

## Charts

### Album
| Pays        | Durée du classement | Meilleur classement |
| ----------- | ------------------- | ------------------- |
| Allemagne   | 8 semaines          | 50e                 |
| États-Unis  | 1 semaine           | 140e                |
| France      | 2 semaines          | 5e                  |
| Pays-Bas    | 2 semaines          | 97e                 |
| Royaume-Uni | 3 semaines          | 12e                 |
| Suède       | 3 semaines          | 14e                 |
| Suisse      | 1 semaine           | 37e                 |

### Single
| Année | Single               | Chart            | Durée du classement | Position |
| ----- | -------------------- | ---------------- | ------------------- | -------- |
| 1993  | Hallowed Be Thy Name | UK Singles Chart | 3 semaines          | 9e       |